# Filmjahr 1894
Liste der Filmjahre

◄ | 1890 | 1891 | 1892 | 1893 | Filmjahr 1894 | 1895 | 1896 | 1897 | 1898 | ► | ►►

Weitere Ereignisse

## Ereignisse
- 7. Januar: William K. L. Dickson filmt seinen Assistenten Fred Ott beim Niesen. Damit entsteht zum einen die erste Closeup-Aufnahme. Fred Ott’s Sneeze ist außerdem der älteste beim United States Copyright Office eingetragene und mit einem Papierabzug geschützte Film.

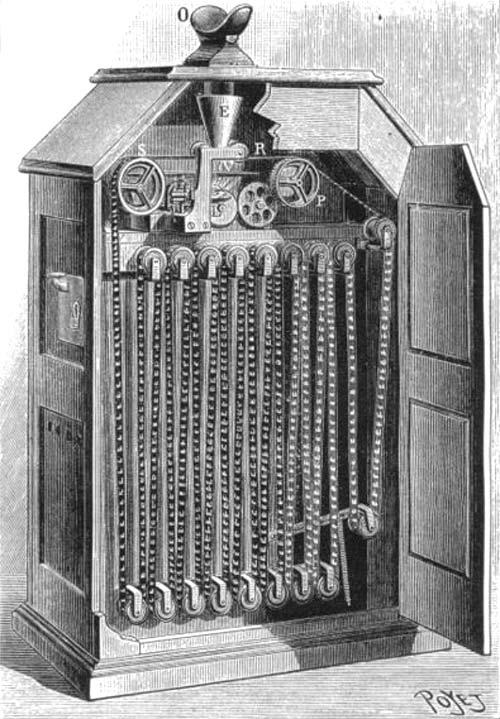
Schemazeichnung von Dicksons Kinetoskop

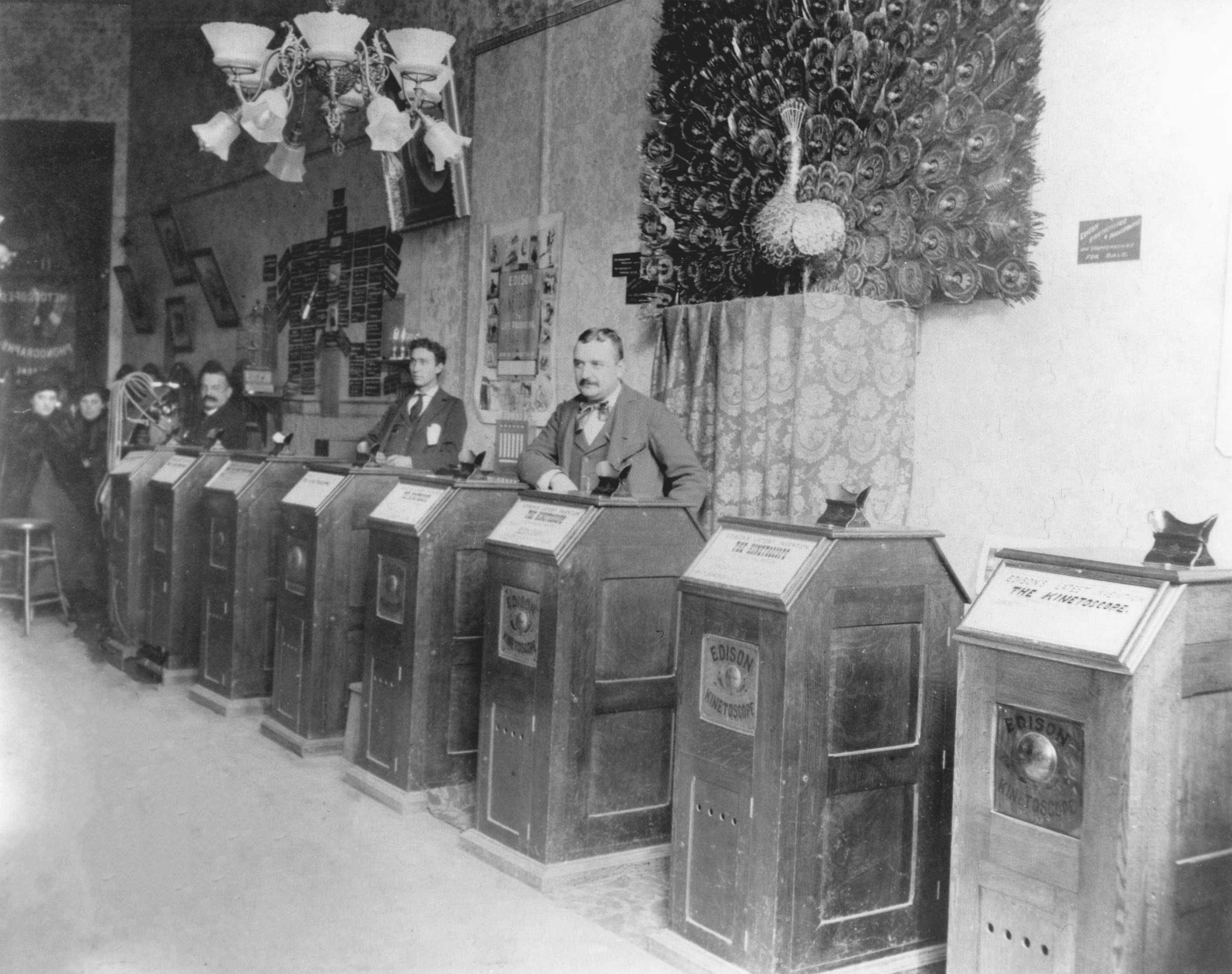
Der Kinetoscope Parlor

- 14. April: Am New Yorker Broadway wird mit dem Kinetoscope Parlor der Gebrüder Holland ein Vorläufer des Kinos mit zehn von William K. L. Dickson für den Erfinder Thomas Alva Edison entwickelten Schaukästen zur Betrachtung von Filmen eröffnet. Die bis zu 30 Sekunden langen Filme können jedoch nur von einer Person gleichzeitig betrachtet werden. Einer der ersten Filme, die bei der Eröffnung vorgeführt werden, ist die von Dickson im Vorjahr produzierte Blacksmith Scene, der somit als der erste kommerziell ausgewertete Film gilt.

- William K. L. Dickson versucht mit dem Dickson Experimental Sound Film, eine Tonaufnahme mit einer Filmaufnahme synchron aufzunehmen. Das Projekt kommt über das Experimentierstadium jedoch nicht hinaus.
- William K. L. Dickson produziert die Kurzfilme Bucking Broncho, in dem der Rodeoreiter Lee Martin aus der Buffalo Bill’s Wild West Show in diesem Film zum ersten und zum letzten Mal vor die Kamera tritt, und Carmencita über eine Tänzerin.
- In Paris arbeiten die Gebrüder Lumière am Cinématographe, der im folgenden Jahr zum Patent angemeldet wird.

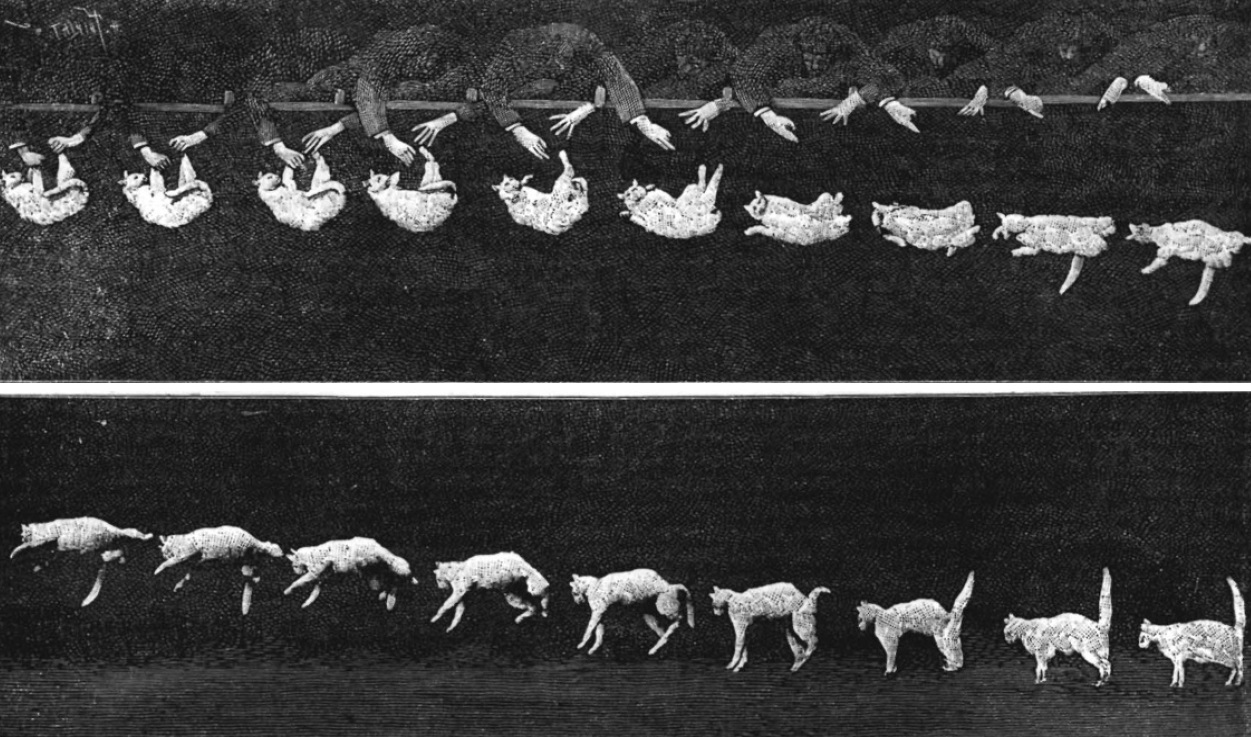
Sequenz aus Étienne-Jules Mareys Film Falling Cat

- Étienne-Jules Marey dreht den Kurzfilm Fallende Katze.

## Geboren

### Erstes Halbjahr
- 03. Januar: ZaSu Pitts, US-amerikanische Schauspielerin († 1963)
- 11. Januar: Alexander Hall, US-amerikanischer Regisseur († 1968)

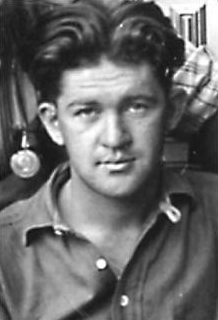
John Ford (1915)

- 01. Februar: John Ford, US-amerikanischer Regisseur († 1973)
- 08. Februar: King Vidor, US-amerikanischer Regisseur († 1982)
- 14. Februar: Jack Benny, US-amerikanischer Schauspieler († 1974)
- 28. Februar: Ben Hecht, US-amerikanischer Drehbuchautor († 1964)

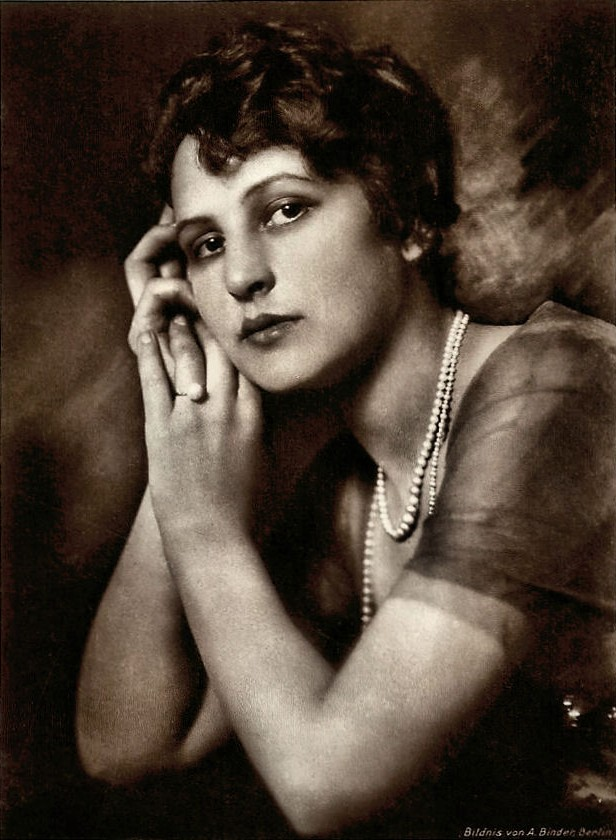
Dagny Servaes (* 10. März)

- 10. März: Dagny Servaes, deutsch-österreichische Schauspielerin († 1961)
- 19. März: Joseph Kane, US-amerikanischer Regisseur († 1975)
- 29. März: Franz Planer, österreichischer Kameramann († 1963)

- 06. April: Willy Schmidt-Gentner, deutscher Komponist († 1964)

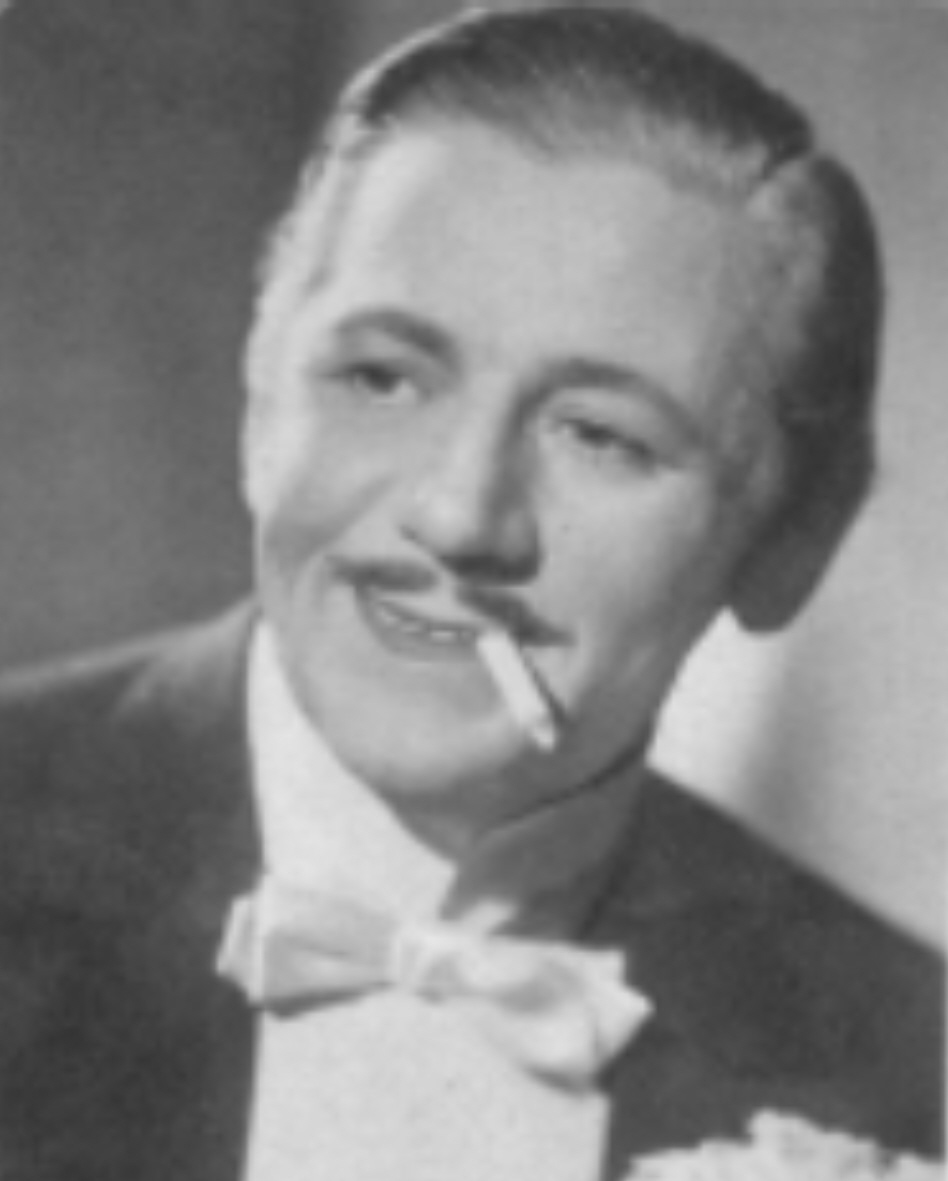
Paul Hörbiger (1939)

- 29. April: Paul Hörbiger, österreichischer Schauspieler († 1981)

- 02. Mai: Norma Talmadge, US-amerikanische Schauspielerin († 1957)
- 10. Mai: Dimitri Tiomkin, ukrainisch/US-amerikanischer Komponist († 1979)
- 19. Mai: Lothar Mendes, deutscher Regisseur († 1974)
- 20. Mai: Robert Katscher, österreichischer Liedtexter und Komponist († 1942)
- 20. Mai: Estelle Taylor, US-amerikanische Schauspielerin († 1958)
- 26. Mai: Paul Lukas, US-amerikanischer Schauspieler († 1971)
- 29. Mai: Beatrice Lillie, kanadische Schauspielerin († 1989)
- 29. Mai: Josef von Sternberg, österreichisch/US-amerikanischer Regisseur († 1969)

- 10. Juni: Oscar Karlweis, österreichischer Schauspieler († 1956)
- 13. Juni: Tay Garnett, US-amerikanischer Regisseur († 1977)
- 26. Juni: Alfred Kunz, österreichische Bühnen- und Kostümbildner († 1961)

### Zweites Halbjahr
- 10. Juli: Nino Giannini, italienischer Film- und Synchronregisseur († 1978)
- 25. Juli: Walter Brennan, US-amerikanischer Schauspieler († 1974)

- 02. August: Hal Mohr, US-amerikanischer Kameramann († 1974)
- 21. August: Hans Tügel, deutscher Schauspieler, Hörspielsprecher, Regisseur und Autor († 1984)
- 22. August: Elizabeth Meehan, britische Drehbuchautorin († 1967)
- 24. August: Talbot Jennings, US-amerikanischer Drehbuchautor († 1985)
- 26. August: Richard Wallace, US-amerikanischer Drehbuchautor, Regisseur und Produzent († 1951)

- 10. September: Lou Handman, US-amerikanischer Komponist († 1956)
- 12. September: Olexander Dowschenko, sowjetischer Regisseur († 1956)

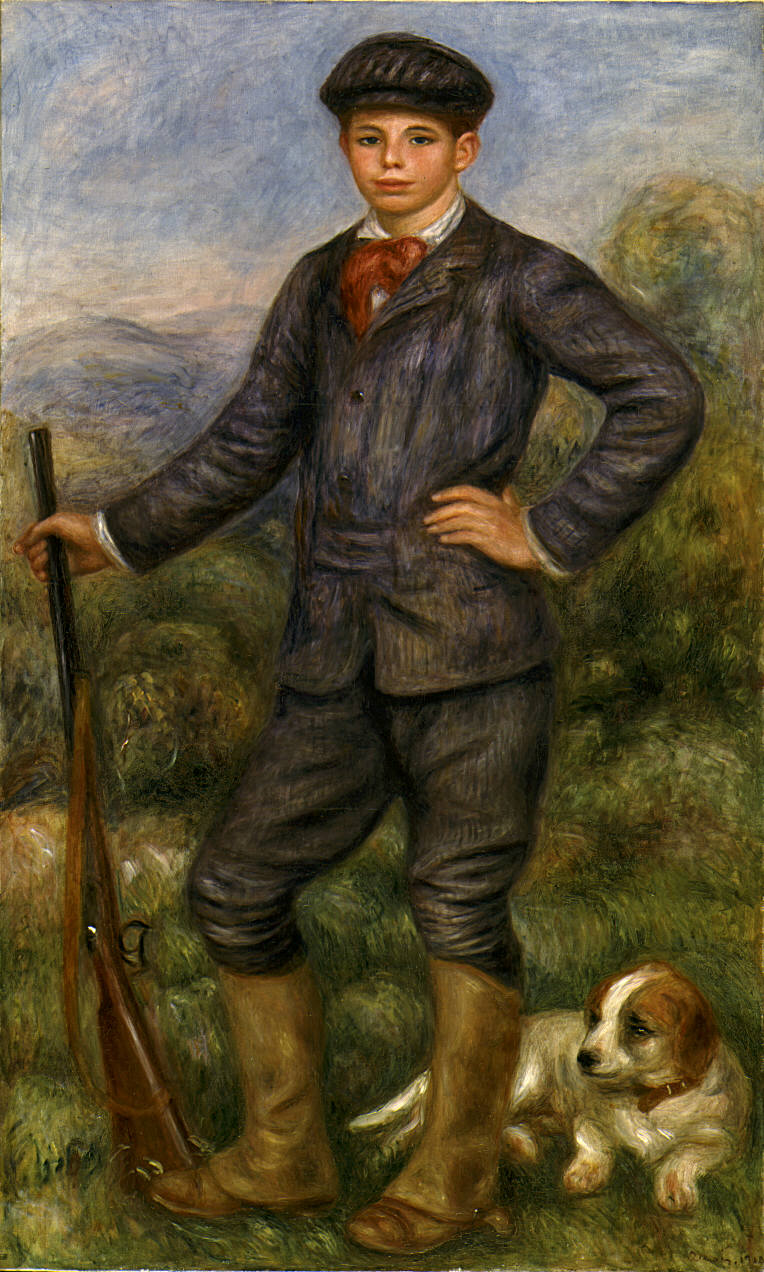
Jean Renoir (* 15. September)

- 15. September: Jean Renoir, französischer Regisseur († 1979)
- 23. September: Albert Lewin, US-amerikanischer Regisseur, Produzent und Drehbuchautor († 1968)

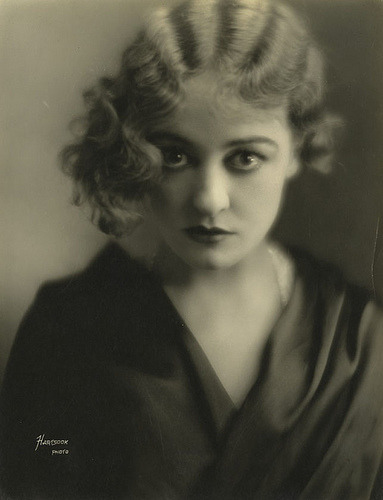
Gladys Brockwell (um 1924)

- 26. September: Gladys Brockwell, US-amerikanische Schauspielerin († 1929)

- 11. November: Beverly Bayne, US-amerikanische Schauspielerin († 1982)
- 22. November: Else Ehser, deutsche Schauspielerin († 1968)

- 13. Dezember: Fernando de Fuentes, mexikanischer Filmregisseur, Produzent und Drehbuchautor († 1958)